# Chunk (informatica)
Un chunk è un blocco di memoria residente nello heap.

## Composizione
Ogni chunk è composto da un header (o intestazione) di dimensione costante 8 byte seguito da uno spazio di memoria variabile, la cui dimensione minima è la stessa utilizzata per l'intestazione e cresce seguendo l'ordine dei suoi multipli:
| Header | Dati    | Dimensione Totale                    |
| ------ | ------- | ------------------------------------ |
| 8 byte | 8 byte  | 16 byte (dimensione minima assoluta) |
| 8 byte | 16 byte | 24 byte                              |
| 8 byte | 24 byte | 32 byte                              |

### Chunk allocato
Lo schema per la rappresentazione di un singolo chunk già allocato in memoria è il seguente:
```
     
Header
: [prev_size + size]
     
Dati
:   [user_data]
```

- prev_size (4 byte): contiene informazioni relative al chunk libero che precede
- size (4 byte): contiene la dimensione espressa in byte dell'intero chunk (header + dati)
- user data (minimo 8 byte): area di memoria a disposizione dell'utente

### Chunk libero (non-allocato)
Lo schema per la rappresentazione di un singolo chunk libero in memoria è il seguente:
Le funzioni di prev_size e size non cambiano, fatta eccezione per user_data che invece potrà
assumere un valore di lunghezza pari a 0 byte.
```
     
Header
: [prev_size + size + FD pointer + BK pointer]
     
Dati
:   [user_data]
```

- FD pointer: puntatore al chunk libero seguente
- BK pointer: puntatore al chunk libero precedente

## Operazioni coi chunk
Nel linguaggio di programmazione C la gestione dei chunk avviene per mezzo di 2 funzioni fondamentali:
- malloc() allocazione chunk
- free() deallocazione chunk

### Allocazione (malloc)
Per allocazione si intende l'atto di riservare dello spazio in memoria, allo scopo di conservare in esso i dati essenziali per il corretto funzionamento del programma.
Un esempio di porzione di codice per l'allocazione di un chunk con user_data uguale a 128 byte può essere il seguente:
```
int main(void) {
   char *chunk = (char *)malloc(128);
   return 0;
}
```

Dobbiamo ricordare che per le regole della composizione di un chunk, il comando malloc(0) risulterà in un chunk di 16 byte (8 byte di intestazione + 8 byte minimi per user_data).

### Deallocazione (free)
Per deallocazione si intende l'atto di liberare uno spazio in memoria precedentemente allocato, e renderlo dunque riutilizzabile per successive allocazioni.
N.B: La mancata deallocazione di un chunk dopo il suo utilizzo è la prima causa dei memory leak
```
int main(int argc, char **argv) {
   char *chunk = (char *)malloc(4*sizeof(char)); // allocazione
   strncpy(chunk, argv[1], 4);                   // utilizzo
   
free(chunk);                                  // deallocazione

   return 0;
}
```